# Veyretia rupicola
Veyretia rupicola là một loài thực vật có hoa trong họ Lan. Loài này được (Garay) F.Barros mô tả khoa học đầu tiên năm 2003.